# Identificador de Recursos Internacionalitzat
L'Identificador de Recursos Internacionalitzat (IRI) va ser definit el 2005 per l'Internet Engineering Task Force (IETF) com un nou estàndard d'Internet per estendre l'esquema existent de l'Identificador Uniforme de Recursos (URI). El nou estàndard es va publicar a RFC 3987.
Mentre que els URIs es limiten a un subconjunt dels caràcters ASCII, els IRI poden contenir caràcters del conjunt de caràcters universals (Unicode / ISO 10646), incloent caràcters kanji xinesos o japonesos, coreans, ciríl·lics, i altres.

## Sintaxi
Els IRIs suposen una ampliació dels URIs utilitzant Unicode, donat que els URIs estaven limitats a l'ASCII, amb molts menys caràcters. Els IRIs podrien representar-se amb una seqüència d'octets, però per definició es defineixen com una seqüència de caràcters, de manera que puguin pronunciar-se o escriure's.

## Compatibilitat
Per tal de conservar la compatibilitat amb sistemes que no admeten el nou format, s'efectua una conversió de IRIs a URIs.
Per a aplicacions i protocols que no permeten la utilització directa d'IRIs, els IRIs s'han de convertir primer a Unicode utilitzant la norma de composició canònica (NFC).
A continuació s'han de convertir tots els punts de codi no-ASCII de l'IRI a UTF-8, i els bytes resultants han de ser codificats percentualment, per tal de produir un URI vàlid.
Exemple: l'IRI Ῥόδος es converteix en l'URI /%E1%BF%AC%CF%8C%CE%B4%CE%BF%CF%82
Segons quina sigui la implementació, els punts de codi ASCII que són caràcters URI no vàlids poden codificar-se de la mateixa manera.
Aquesta conversió és fàcilment reversible; per definició, la conversió d'un IRI a un URI i al revés de URI a IRI produirà un IRI que és semànticament equivalent a l'IRI original, tot i que pot diferir en la seva representació exacta.
Alguns protocols poden imposar transformacions addicionals. Per exemple. Punycode per a etiquetes DNS.